# Gibbsovo vzorkování
Gibbsovo vzorkování (Gibbsův výběrový plán, anglicky Gibbs sampler) je algoritmus, který umožňuje generovat náhodný výběr z mnohorozměrného rozdělení pomocí jednorozměrných plně podmíněných rozdělení. Tento algoritmus patří do třídy MCMC algoritmů, které náhodný výběr generují jako realizaci Markovova řetězce.

## Implementace
Generování z rozdělení mnohorozměrné náhodné veličiny {\displaystyle \mathbf {X} =(X_{1},\dots ,X_{d})} probíhá následujícím způsobem:
1. Zvolíme počáteční hodnotu {\displaystyle \mathbf {X} ^{(0)}=(x_{1}^{(0)},\dots ,x_{d}^{(0)})} a položíme {\displaystyle t=0}.
2. Začneme generováním prvního prvku {\displaystyle x_{1}^{(t+1)}} z podmíněného rozdělení {\displaystyle X_{1}|x_{2}^{(t)},\dots ,x_{d}^{(t)}}. Pro druhý prvek podmiňujeme i pomocí nově generované hodnoty, tedy prvek {\displaystyle x_{2}^{(t+1)}} je generován z podmíněného rozdělení {\displaystyle X_{2}|x_{1}^{(t+1)},x_{3}^{(t)},\dots ,x_{d}^{(t)}}. Postupně generujeme ostatní prvky až do {\displaystyle x_{d}^{(t+1)}} z rozdělení {\displaystyle X_{d}|x_{1}^{(t+1)},\dots ,x_{d-1}^{(t+1)}}. Nové hodnoty můžeme složit do vektoru {\displaystyle \mathbf {X} ^{(t+1)}=(x_{1}^{(t+1)},\dots ,x_{d}^{(t+1)})}.
3. Dokud není splněna předem stanovená podmínka (například počet iterací), položíme {\displaystyle t=t+1} a vrátíme se ke druhému kroku.

## Využití
Gibbsovo vzorkování je užitečné především v hierarchických bayesovských modelech, ve kterých jsou tvary plně podmíněných rozdělení přímočaré, ale úplné rozdělení parametrů může být komplikované. Počáteční hodnotu pro Gibbsovo vzorkování lze získat například pomocí EM algoritmu.

## Modifikace
Gibbsovo vzorkování může být upraveno následovně:
- Místo pouze jednorozměrných plně podmíněných rozdělení můžeme používat i kombinaci vícerozměrných podmíněných rozdělení (např. {\displaystyle X_{1}|x_{2},x_{3}} a {\displaystyle X_{2},X_{3}|x_{1}}).
- Místo generování od prvního prvku k poslednímu můžeme generovat v opačném pořadí; takový postup lze použít v důkazu existence limitního rozdělení.
- Index prvku, který aktualizujeme, může být vybrán náhodně (každý index má pravděpodobnost výběru {\displaystyle {\frac {1}{d}}}). V takovém případě mluvíme o náhodném procházení.